# کارا-اونگکور
کارا-اونگکور {{ازبکی|Kara-Üngkür) یک رود در ازبکستان است که در استان جلال‌آباد واقع شده‌است.